# A Man and the Woman
Pour plus de détails, voir Fiche technique et Distribution.
A Man and the Woman est un film américain de Herbert Blaché et Alice Guy, sorti en 1917.

## Synopsis
Adaptation de Nana d'Émile Zola.

## Fiche technique
- Titre : A Man and the Woman
- Réalisation : Herbert Blaché et Alice Guy
- Scénario : Alice Guy d'après Nana d'Émile Zola
- Pays de production : États-Unis
- Format : Noir et blanc - Film muet
- Date de sortie : 1917

## Distribution
- Edith Hallor : Agnes Van Suyden
- Leslie Austin : James Duncan
- Kirke Brown : Mr. Van Suyden
- Zadee Burbank : Mrs. Van Suyden